# Great Glen

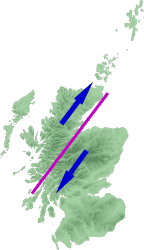
Great Glen-förkastningen

Great Glen (skotsk gaeliska: Gleann Mòr), också känt som Glen Albyn (Gleann Albainn - the Glen of Scotland) eller Glen More (Gleann Mor) är en lång serie av förkastningssänkor i Skottland som är cirka 100 kilometer lång och sträcker sig mellan Inverness i nordöst vid Moray Firth till Fort William i sydväst vid Loch Linnhe. Great Glen följer en större geologisk förkastning som är känd som Great Glen Fault. Förkastningen bildades när landmassan splittrades och började driva iväg för 400 miljoner år sedan. Den skär genom Skotska högländerna från Grampian Mountains i sydväst till Inverness på Skottlands nordöstkust.
Förkastningen utgör en naturlig transportväg genom Skotska högländerna, och kan brukas både på land genom vägen A82 och vatten genom att färdas på den delvis grävda Kaledoniska kanalen. Dessa båda leder förbinder Inverness på den nordöstra kusten med Fort William på den västra. 
Förkastningen har varit av historisk strategisk betydelse för herraväldet i högländernas klaner, särskilt under tiden för jakobiternas resning på 1700-talet, som har gett upphov till städerna Fort William i syd, Fort Augustus i mitten av förkastningen samt Fort George, strax norr om Inverness.
Mycket av förkastningen är täckt av en serie sjöar, med floder som förbinder dem. Kaledoniska kanalen använder också dessa sjöar som en del av sin vattenväg, men floderna är inte navigerbara. 
Från nordöst till sydväst är de naturliga vattendragen följande:
- Ness
- Loch Dochfour
- Loch Ness
- Oich
- Loch Oich
- Loch Lochy
- Lochy
- Loch Linnhe

Vattendelningen ligger mellan Loch Oich och Loch Lochy. Loch Linnhe, som ligger syd om Fort William, är en havsvik där floden Lochy och Caledonian kanal mynnar ut. Vid den norra änden mynnar floden Ness ut i Moray Firth.